# キャリー (2013年の映画)
『キャリー』（英語: Carrie）は、2013年のアメリカ合衆国のホラー映画である。スティーヴン・キングの1974年の同名の小説を原作としており、その3度目の映画化にしてそのリブート作品である。

## ストーリー
メイン州エウェン高校に通う、内気で人気のない女子生徒のキャリー・ホワイト。体育の授業後、シャワーを浴びている最中に、キャリーは予期せず初潮を迎えてしまう。出血多量で死にそうになり、助けを求めて叫びながら外へ飛び出すが、他の女子生徒からタンポンやナプキンを投げつけられ、嘲笑される。いじめっ子のクリスティン・“クリス”・ハーゲンセンは、その様子を携帯電話で録画し、ユーチューブにアップロードする。
学校の体育教師、リタ・デジャルダン先生はキャリーを慰め、精神を病み、宗教に熱心すぎる母親マーガレット・ホワイトに付き添って帰宅させる。マーガレットは月経を罪だと信じている。マーガレットはキャリーに、他の生徒と一緒にシャワーを浴びるのを控えるよう要求する。キャリーが拒否すると、マーガレットは聖書で彼女の額を殴り、「祈りの部屋」に閉じ込める。キャリーが外に出してくれと叫ぶと、ドアにひびが入り、部屋にあった十字架から血が流れ始める。キャリーはテレキネシス能力を体験するようになり、その能力を研究し、活用法を学んでいく。
デジャルダン先生は、キャリーに嫌がらせをした女子生徒に最後通告を突きつける。その行為に対して一週間の居残り、もしくはプロムへの参加を禁じる停学処分だ。クリスだけが参加を拒否し、停学処分となる。スー・スネルは事件への関与を後悔する。償いとして、彼女はボーイフレンドのトミー・ロスにキャリーをプロムに連れて行くよう頼みる。キャリーはトミーの誘いを受け、自宅でプロムドレスを仕立てる。キャリーは母親にプロムに行かせてほしいと頼み、テレキネシス能力を発揮しする。マーガレットはこの能力は悪魔から来たものであり、キャリーが罪によって堕落した証拠だと信じるようになる。
プロムの夜、マーガレットはキャリーがプロムに行くのを阻止しようとするが、キャリーは自身の能力を使って母親をクローゼットに閉じ込めてしまう。プロム会場で、クリスとボーイフレンドのビリーの計画の一環として、クリスの友人ティナ・ブレイクが投票箱に偽の投票用紙をこっそりと忍び込ませる。その投票用紙には、キャリーとトミーがプロムクイーンとキングに選ばれるという設定が記されていた。自宅でスーはクリスからテキストメッセージを受け取り、キャリーを辱める計画を嘲笑する内容だった。スーはプロム会場へ車で向かい、キャリーとトミーが戴冠式を迎えるまさにその時に到着する。スーはキャリーの頭上にぶら下がっている血のバケツを見つけ、誰かに警告しようとするが、デジャルダンはスーがキャリーを傷つけようとしていると疑い、彼女を体育館から締め出す。
クリスはキャリーとトミーに血を浴びせ、ニッキーはキャリーの「シャワービデオ」を大型スクリーンに映し出し、観客の笑いを誘う。キャリーはデジャルダンが助けようとした時、自分の能力でデジャルダン先生を押し倒す。バケツはトミーの頭に落ち、トミーは死亡する。激怒したキャリーはテレキネシスを使い、生徒と職員全員を殺害するが、デジャルダンだけは助ける。電線が漏水と混ざり合い、火災が発生する。学校が焼け落ちる中、キャリーは立ち去る。クリスとビリーは車で逃走しようとするが、キャリーは車を衝突させ、ビリーを死亡させる。クリスはキャリーを轢こうとするが、キャリーは車を持ち上げてガソリンスタンドに投げつけ、彼女を殺害する。
キャリーは家に帰り、風呂に入る。キャリーは涙ながらにマーガレットにいたずらのことを話す。マーガレットはキャリーの妊娠の経緯を語り、父親に虐待されたこと、そしてキャリーを産んだことで、キャリーは償わなければならない罪だと思い込んでしまったことを明かす。マーガレットは、悪魔が再び憑依するのを防ぐにはキャリーを殺さなければならないと考え、ナイフでキャリーを刺し、キャリーを襲うが、キャリーは鋭利な道具をいくつも使って彼女を殺害する。彼女はヒステリックに興奮し、空から石を降らせて家を押しつぶそうとする。スーが到着すると、激怒したキャリーは力でスーを持ち上げるが、スーが妊娠していることを察知する。キャリーはスーを守り、家が崩壊して沈み込む中、彼女を家から安全な場所へ投げ出し、キャリーも死亡したように見えた。
プロムの出来事について法廷で証言した後、スーはキャリーとマーガレットの墓を訪れ、墓石のそばに白いバラを置く。彼女が去ろうとしたその時、墓石が崩れ始め、キャリーが何らかの形で生き延びたかもしれないことを暗示する怒りの叫び声が聞こえる。

### 別の結末
キャリーの墓にバラを置いた後、スーは突然妊娠による痛みを感じ、陣痛が始まる。スーが病院で出産に苦しんでいる時、突然キャリーの血まみれの手が現れ、スーの腕を掴むが彼女は自分の寝室で目を覚ますと、母親に慰められ、悪夢は終わったと告げられる。

## キャスト
| 役名                     | 俳優                       | 日本語吹替 |
| ------------------------ | -------------------------- | ---------- |
| キャリー・ホワイト       | クロエ・グレース・モレッツ | 潘めぐみ   |
| マーガレット・ホワイト   | ジュリアン・ムーア         | 潘恵子     |
| リタ・デジャルダン先生   | ジュディ・グリア           | 弓場沙織   |
| クリス・ハーゲンセン     | ポーシャ・ダブルデイ       | 田村睦心   |
| スー・スネル             | ガブリエラ・ワイルド       | 早見沙織   |
| トミー・ロス             | アンセル・エルゴート       | 細谷佳正   |
| ビリー・ノーラン         | アレックス・ラッセル       | 安元洋貴   |
| ヘンリー・モートン校長   | バリー・シャバカ・ヘンリー | 石丸博也   |
| ティナ・ブレイク         | ゾーイ・ベルキン           | 御沓優子   |
| ヘザー                   | サマンサ・ワインスタイン   | 小林未沙   |
| ニッキ                   | カリッサ・ストレイン       | 寿美菜子   |
| リジー                   | ケイティー・ストレイン     | 寿美菜子   |
| ジョン                   | デレク・マクグラス         | 森功至     |
| ケニー・ガーソン         | カイル・マック             | 烏丸祐一   |
| ジャッキー・タルボット   | マックス・トンプソン       | 小林親弘   |
| エレノア・スネル         | シンシア・プレストン       | 入江純     |
| エドウィン・ウルマン先生 | ジェファーソン・ブラウン   | 後藤ヒロキ |
| ジョージ・ドーソン       | デメトリウス・ジョイッテ   | 北村謙次   |
| エリカ・ゴーガン         | モーナ・トラーレ           | 合田絵利   |
| アーニー・ピーターソン   | フィリップ・ノズカ         | 近藤浩徳   |

## 製作
2011年5月、『キャリー』の新作映画を作ることが公式に発表された。MGMとスクリーン・ジェムズは『Spider-Man: Turn Off the Dark』の脚本家のロバート・アギーレ＝サカサを雇った。アギーレ＝サカサは2008年にキングの『ザ・スタンド』のコミック版の脚本も執筆していた。
監督には『ボーイズ・ドント・クライ』のキンバリー・ピアースが起用された。
キャリー・ホワイト役にはリンジー・ローハンの名が挙がっていたが、2012年3月、クロエ・グレース・モレッツにオファーされた。モレッツと並んでジュリアン・ムーアがキャリーの母親のマーガレット・ホワイトに決まり、ガブリエラ・ワイルドがスー・スネルを務める。アレックス・ラッセルとブロードウェイ俳優のアンセル・エルゴートもまた主要キャストを担う。ジュディ・グリアは体育教師のリタ・デジャルダンを演じる。

## 公開
ソニー・ピクチャーズは2012年10月13日にニューヨーク・コミコンで「ファースト・ルック」イベントを開催した。そこでは、キャストとスタッフ数人によるパネルセッションが行われた。
アメリカ合衆国での公開は2013年3月15日を予定していたが、10月18日に延期された。

## 批評家の反応
本作に対する賛否は分かれた。映画批評サイトRotten Tomatoesには、2013年10月18日現在で、51件のレビューがあり、批評家支持率は51％、平均点は10点満点中5.4点となっている。また、Metacriticには23件のレビューがあり、加重平均値は53/100となっている。
『ニューズデイ』のレイファー・ガズマンは「ブライアン・デ・パルマ監督版の素晴らしい演出を焼き直しただけの映画だ。」と批判した。
その一方、『サンフランシスコ・クロニクル』のミック・ラッサールは「新鮮さはないものの、大いに満足できる映画となっている。」と評した。
日本の映画雑誌『映画秘宝』が発表した2013年度の映画に対するワーストランキング「HIHOはくさいアワード」では、5位の評価だった。